# Omolabus conicollis
Omolabus conicollis es una especie de coleóptero de la familia Attelabidae.

## Distribución geográfica
Habita en Belice, Costa Rica, El Salvador, Guatemala, Honduras, México, Nicaragua y Panamá.